# Glycyphana moluccarum
Glycyphana moluccarum es una especie de escarabajo del género Glycyphana, familia Scarabaeidae. Fue descrita científicamente por Wallace en 1867.
Se distribuye por Indonesia. Habita en Molucas, isla Hiri y Ternate. Mide 13,8-17,6 milímetros de longitud.